# Holobus oviformis
Holobus oviformis är en skalbaggsart som först beskrevs av Thomas Casey 1893.  Holobus oviformis ingår i släktet Holobus och familjen kortvingar. Inga underarter finns listade i Catalogue of Life.